# Dresden (album)
Dresden è un doppio album dal vivo del sassofonista norvegese Jan Garbarek, pubblicato nel 2009.

## Tracce

### Disco 1
1. Paper Nut – 7:55
2. The Tall Tear Trees – 5:14
3. Heitor – 9:16
4. Twelve Moons – 10:43
5. Rondo Amoroso – 6:59
6. Tao – 4:45
7. Milagre dos Peixes – 12:53

### Disco 2
1. There Were Swallows – 7:18
2. The Reluctant Saxophonist – 8:20
3. Transformations – 7:18
4. Once I Dreamt a Tree Upside Down – 7:18
5. Fugl – 6:00
6. Maracuja – 7:44
7. Grooving Out! – 3:26
8. Nu Bein' – 5:52
9. Voy Cantando – 11:14

## Formazione
- Jan Garbarek – sassofono soprano, sassofono tenore, flauto
- Rainer Brüninghaus – piano, tastiera
- Yuri Daniel – basso elettrico
- Manu Katché – batteria